# NGC 3914
NGC 3914 ist eine Balken-Spiralgalaxie vom Hubble-Typ SBb im Sternbild Jungfrau. Sie ist schätzungsweise 269 Millionen Lichtjahre von der Milchstraße entfernt.
Das Objekt wurde am 13. April 1784 von Wilhelm Herschel entdeckt.